# Cryptotriton veraepacis
Cryptotriton veraepacis är en groddjursart som först beskrevs av Lynch och David Burton Wake 1978.  Cryptotriton veraepacis ingår i släktet Cryptotriton och familjen lunglösa salamandrar. IUCN kategoriserar arten globalt som akut hotad. Inga underarter finns listade i Catalogue of Life.